# Pteris clemensiae
Pteris clemensiae är en kantbräkenväxtart som beskrevs av Edwin Bingham Copeland. Pteris clemensiae ingår i släktet Pteris och familjen Pteridaceae. Inga underarter finns listade.